# Berlin Sluggers
Die Berlin Sluggers sind ein deutscher Baseballverein aus Berlin. Sie sind der älteste Baseballverein Berlins. 2010 sicherte sich das erste Team der Sluggers die Meisterschaft (19 Siege, 5 Niederlagen) in der 2. Bundesliga-Nord. Nach 15-jähriger Abwesenheit waren die Berliner damit wieder in der Baseball-Bundesliga vertreten.

## Geschichte
Der Verein wurde am 1. Oktober 1985 von einigen Jugendlichen Berlins gegründet. 4 Jahre nach der Gründung stieg die 1. Herrenmannschaft als ungeschlagener Tabellenführer in die 2. Baseball-Bundesliga auf. Am Ende der Saison 1992 waren sie Meister der 2. Liga. 1993 spielten sie somit zum ersten Mal in der Vereinsgeschichte in der Baseball-Bundesliga. 1994 folgte mit dem 2. Platz in der höchsten Spielklasse Deutschlands der bisher größte Erfolg der Sluggers. Doch aufgrund der hohen finanziellen Belastungen musste die 1. Herrenmannschaft in die Regionalliga Nordost zwangsabsteigen. Nachdem sie 2008 in die 2. Bundesliga aufgestiegen sind, folgte 2010 mit dem Erreichen des 1. Platzes erneut der Aufstieg in die höchste Spielklasse Deutschlands. 2013 mussten sich die Sluggers nur mit dem 8. Rang zufriedengeben und waren somit in die 2. Bundesliga abgestiegen. In der 2. Bundesliga Nord erreichten die Sluggers in der Saison 2015 mit 22 Siegen und 6 Niederlagen der 2. Tabellenplatz. In der laufenden Saison belegen die Sluggers den 3. Tabellenplatz in der 2. Bundesliga Nord (17 Siege, 11 Niederlagen).

## Ballpark
Die Heimspiele der Berlin Sluggers finden im Paul-Rusch-Stadion am Kölner Damm in Berlin-Buckow statt.

## Spielbetrieb 2017
| Name       | Vorname    | Position | Nationalität  |
| Bergengrün | Parsa      | P/3B     | Deutscher     |
| Breidbach  | Konstantin | P/OF     | Deutscher     |
| Brochwitz  | Nils       | 1B/DH    | Deutscher     |
| Charlé     | Frank      | OF       | Deutscher     |
| Cieluch    | Manuel     | CF       | Deutscher     |
| Cooray     | Kevin      | C/OF     | Deutscher     |
| DeAtley    | Alex       | P/1B     | US-Amerikaner |
| Eichhorn   | Marvin     | OF       | Deutscher     |
| Fulber     | Simon      | P/IF     | Kanadier      |
| Gebert     | Kevin      | OF       | Deutscher     |
| Kleiner    | Benjamin   | UT       | Deutscher     |
| Kummer     | Selim      | 2B/OF    | Deutscher     |
| Leglise    | Julius     | 2B/OF    | Deutscher     |
| Lorenzen   | Janek      | 1B/IF    | Deutscher     |
| Naumann    | Peter      | P/3B     | Deutscher     |
| Sanchez    | José       | P/OF     | Deutscher     |
| Sorge      | Jerome     | 2B/SS    | Deutscher     |
| Stiller    | Roland     | 1B/3B    | Deutscher     |
| Thomas     | Judd       | 2B/3B    | US-Amerikaner |
| Veisz      | Ramon      | SS/2B    | Deutscher     |
| Viethen    | Andreas    | 1B/OF    | Deutscher     |
| Wolburg    | Steven     | P/1B     | Deutscher     |

Headcoach: Selim Kummer, Orlando del Muro Puente

Assistant Coaches: Frank Charlé, Manuel Cieluch
| Mannschaft | Liga                |
| 1. Herren  | 2. Bundesliga Nord  |
| 2. Herren  | Verbandsliga        |
| 3. Herren  | Bezirksliga         |
| Junioren   | Juniorenliga        |
| Jugend 1   | Jugend Verbandsliga |
| Jugend 2   | Jugend Landesliga   |
| Schüler    | Schülerliga         |